# Julien Bos
Julien Bos (Pessac, 18 de agosto de 1998) es un jugador de balonmano francés que juega de lateral derecho en el HBC Nantes. Es internacional con la selección de balonmano de Francia.
Su primera gran competición con la selección fue el Campeonato Mundial de Balonmano Masculino de 2025.

## Palmarés

### Selección nacional
| Campeonato Mundial | Campeonato Mundial           | Campeonato Mundial | Campeonato Mundial |
| Año                | Lugar                        | Medalla            |                    |
| ------------------ | ---------------------------- | ------------------ | ------------------ |
| 2025               | Croacia, Dinamarca y Noruega | Medalla de bronce  |                    |

### Montpellier Handball
- Trofeo de Campeones (1): 2018

### HBC Nantes
- Copa de Francia de balonmano (1): 2024
- Trofeo de Campeones (1): 2024

## Clubes
| Club                 | País    | Año         |
| -------------------- | ------- | ----------- |
| Montpellier Handball | Francia | 2018 - 2023 |
| HBC Nantes           | Francia | 2023 - Act. |